# 海原地震
海原地震（かいげんじしん）は、1920年12月16日に中国・寧夏回族自治区の海原県で発生した巨大地震である。海原大地震もしくは1920年甘粛地震とも呼ばれる。地震の規模（マグニチュード）はM8.5（Ms8.6）。

## 概要
1920年12月16日、中華民国の甘粛省（海原県）で内陸型の大地震が発生した。中国大陸のほぼ全域で揺れが観測され、震源近傍では激震となったほか、震源から離れた北京や上海、広州や香港等でも有感となった。地震の規模はM8.5（Ms8.6）で、内陸直下型地震としては世界最大級の規模である。地震波形は世界の96地点で記録された。余震は本震発生からおよそ3年間も続いたという。
海原地震により、200km以上にわたって左ずれの地表地震断層（西北西-東南東）が出現した（237kmの地表地震断層帯が現れた）。さらにこの地震断層の西方延長上において、7年後にMs7.9の地震が発生した（7年後の地震による地震断層は60km）。

## 被害
地震の発生地点である寧夏回族自治区には活断層が南北に走っており、激震で大規模な地すべりや斜面崩壊が多発、甚大な被害が発生した。地震による死者数は20万〜24万人程度に達し、合計死傷者数は50万人以上となった。
| 順位 | 震央                           | 発生日（UTC）  | 死者・行方不明者数（人） | 規模（M） |
| ---- | ------------------------------ | -------------- | ------------------------ | --------- |
| 1    | 中国・華県                     | 1556年1月23日  | 約830,000                | 8.0       |
| 2    | ハイチ・ポルトープランス       | 2010年1月12日  | 約320,000                | 7.0       |
| 3    | アンティオキア                 | 115年12月13日  | 約≧260,000               | 7.5       |
| 4    | アンティオキア                 | 526年5月29日   | 約≧250,000               | 7.0       |
| 5    | 中国・唐山                     | 1976年7月28日  | 約≧240,000               | 7.8       |
| 6    | 中国・海原                     | 1920年12月16日 | 約200,000 - 240,000      | 8.6       |
| 7    | インドネシア・アチェ州沖       | 2004年12月26日 | 約230,000                | 9.1       |
| 7    | アゼルバイジャン・ギャンジャ   | 1139年9月30日  | 約230,000                | -         |
| 9    | 中国・洪洞                     | 1303年9月25日  | 約≧200,000               | 7.6       |
| 10   | イラン・ダームガーン           | 856年12月22日  | 約200,000                | 7.9       |
| 11   | イラン・アルダビール           | 893年3月23日   | 約150,000                | -         |
| 12   | シリア・アレッポ               | 533年11月29日  | 約130,000                | -         |
| 12   | シリア・アレッポ               | 1138年10月11日 | 約130,000                | 7.1       |
| 14   | イタリア・メッシーナ           | 1908年12月28日 | 82,000 - 120,000         | 7.1       |
| 15   | トルクメニスタン・アシガバード | 1948年10月6日  | 約110,000                | 7.3       |
| 16   | 日本・関東                     | 1923年9月1日   | 105,385                  | 7.9       |
| 17   | 中国・直隷                     | 1290年9月27日  | 約100,000                | 6.8       |